# Bosjöklosters församling
Bosjöklosters församling var en församling i Lunds stift och i Höörs kommun. Församlingen uppgick 2002 i Ringsjö församling.

## Administrativ historik
Församlingen är troligen tidigt bildad genom utbyning ur Höörs församling och Fulltofta församling. Namnet skrevs före 1875 även Klinta församling.
Församlingen utgjorde till 1962 ett eget pastorat för att därefter till 2002 vara annexförsamling i pastoratet Gudmuntorp, Hurva och Bosjökloster. Församlingen uppgick 2002 i Ringsjö församling.

## Kyrkor
- Bosjöklosters kyrka